# Azzio
Azzio (lombardul: Asc) település Olaszországban, Varese megyében. Lakosainak száma 756 fő (2023. január 1.). Azzio Brenta, Casalzuigno, Cuvio, Orino, Cocquio-Trevisago és Gemonio községekkel határos.

## Népesség
A település népességének változása:
| Lakosok száma | 779  | 757  | 756  |
|               | 2017 | 2018 | 2023 |